# Liste der Ministerien Sachsens
Die Liste enthält die Ministerien in Sachsen, im Königreich Sachsen seit 1831, Freistaat Sachsen während der Weimarer Republik, Gau Sachsen, Land Sachsen und dem heutigen Freistaat Sachsen. Für die Zeit 1831 (Verabschiedung der Sächsischen Verfassung) bis 1952 (Auflösung der Länder in der DDR) bestand im Personal und der Aktenführung der Ministerien große Kontinuität. Die Akten befinden sich im Sächsischen Hauptstaatsarchiv Dresden.

## Heutige Ministerien

### Staatsministerium für Umwelt und Landwirtschaft
Das Ministerium wurde 1998 als Sächsisches Staatsministerium für Umwelt und Landwirtschaft (SMUL) aus dem Staatsministerium für Landwirtschaft, Ernährung und Forsten und dem Staatsministerium für Umwelt und Landesentwicklung gebildet. Die Landesentwicklung war dann dem Sächsischen Staatsministerium des Innern (SMI) und ist seit 2019 unter dem Namen Regionalentwicklung dem gleichnamigen Ministerium unter Leitung des bisherigen Umwelt- und Landwirtschaftsministers zugeordnet. 
Seinen heutigen Namen besitzt das Ministerium seit 2019.

### Staatsministerium für Wirtschaft, Arbeit und Verkehr
Nach der Wiedergründung des Freistaates 1990 existierten auch das Wirtschafts- und Arbeitsministerium unter dem Namen „Sächsisches Staatsministerium für Wirtschaft und Arbeit“ wieder. 2009 erhielt es seinen heutigen Namen, um die bereits vorher bestehende Zuständigkeit für den Verkehrssektor abzubilden. 

### Staatsministerium des Innern
Das Innenministerium wurde 1990 mit Neuerrichtung des Freistaats Sachsen unter seinem heutigen Namen wiedergegründet.

### Staatsministerium der Finanzen
Das Finanzministerium wurde 1990 mit Neuerrichtung des Freistaats Sachsen unter seinem heutigen Namen wiedergegründet.

### Staatsministerium der Justiz und für Demokratie, Europa und Gleichstellung
Das Justizministerium wurde 1990 mit Neuerrichtung des Freistaats Sachsen wiedergegründet. In der fünften Wahlperiode des Landtags (2009–2014) war die Zuständigkeit des Ministeriums um den Bereich Europa erweitert worden, sodass es als Sächsisches Staatsministerium der Justiz und für Europa bezeichnet wurde. Danach hieß es zunächst wieder Sächsisches Staatsministerium der Justiz. Seit 2019 trägt es seinen heutigen Namen, nachdem der Bereich „Gleichstellung“ vom Sozialministerium übernommen wurde.

### Staatsministerium für Kultus
Das Kultusministerium wurde 1990 mit Neuerrichtung des Freistaats Sachsen unter seinem heutigen Namen wiedergegründet.

### Staatsministerium für Wissenschaft, Kultur und Tourismus
Das Wissenschaftsministerium ist seit der Gründung des Freistaates 1990 die Aufsichtsbehörde im Hochschulwesen und trug bis 2019 die Bezeichnung Staatsministerium für Wissenschaft und Kunst. Vorgängerbehörden existierten im „alten“ Sachsen nicht, diese Aufgaben hatte das Kultusministerium inne.

### Staatsministerium für Soziales und Gesellschaftlichen Zusammenhalt
Das Sozialministerium wurde 1990 mit Neuerrichtung des Freistaats Sachsen als Sächsisches Staatsministerium für Soziales und Verbraucherschutz gegründet. 2019 erhielt es seinen heutigen Namen, ohne dass sich die Zuständigkeit für Verbraucherschutz änderte.

### Staatsministerium für Regionalentwicklung
Dieses Ministerium wurde 2019 als erstes Ministerium dieser Art in Deutschland gegründet. Es übernahm die Aufgabe der Landesplanung vom Innenministerium.

## Ehemalige Ministerien seit 1990

### Staatsministerium für Landwirtschaft, Ernährung und Forsten (1990–1998)
Das Landwirtschaftsministerium wurde 1990 mit Neuerrichtung des Freistaats Sachsen wiedergegründet. 1998 wurde es mit dem Umweltministerium zum Ministerium für Umwelt und Landwirtschaft vereinigt.

### Staatsministerium für Umwelt und Landesentwicklung (1990–1998)
Das Umweltministerium wurde 1990 mit Neuerrichtung des Freistaats Sachsen gegründet. 1998 wurde es mit dem Landwirtschaftsministerium zum Ministerium für Umwelt und Landwirtschaft vereinigt. Der Aufgabenbereich der Landesplanung wurde in diesem Zusammenhang zunächst dem Innenministerium zugeordnet.

### Staatsministerium für die Gleichstellung von Frau und Mann (1994–2002)
Das Gleichstellungsministerium wurde 1994 gegründet und existierte über zwei Legislaturperioden. 2002 wurde dieser Aufgabenbereich dem Sozialministerium zugeordnet und das Gleichstellungsministerium aufgelöst.

### Staatsministerium für Bundes- und Europaangelegenheiten (1999–2002)
Dieses Ministerium existierte nur im Kabinett Biedenkopf III. Anschließend ging das Ressort an die Staatskanzlei über.

## Ministerien von 1831 bis 1952

### Innenministerium (1831–1952)
Ein Innenministerium bestand von der Verabschiedung der Verfassung von 1831 bis zur Auflösung des Landes Sachsen 1952. Es war damit eines der ältesten Ministerien Sachsens. Von 1943 bis 1945 war es dem Reichsstatthalter Martin Mutschmann direkt unterstellt. 

### Finanzministerium (1831–1952)
Ein Finanzministerium gab es in Sachsen von 1831 bis zur Auflösung des Landes Sachsen 1952. Es ist damit eines der ältesten Ministerien Sachsens.

### Justizministerium (1831–1950)
Ein Justizministerium gab es in Sachsen ab 1831. Es war damit eines der ältesten Ministerien Sachsens. 1934 wurde es erstmals aufgelöst, 1945 jedoch wieder eingerichtet. Mit der Gründung der DDR 1950 wurde es abermals abgeschafft.

### Kultusministerium (1831–1952)
Ein Kultusministerium gab es in Sachsen ab 1831. Es war damit eines der ältesten Ministerien Sachsens. Direkter Vorläufer waren das Oberkonsistorium und der Kirchenrat in Dresden. Bis zum Ende des 19. Jahrhunderts hieß das Ministerium "Ministerium des Cultus und öffentlichen Unterrichts", später "Ministerium des Kultus und öffentlichen Unterrichts" und ab 1923 "Volksbildungsministerium". Bis 1926 nahm es auch wesentliche Leitungsfunktionen für die Evangelisch-Lutherische Landeskirche Sachsens wahr. Bei der Auflösung des Landes Sachsen 1952 wurde auch das Bildungsministerium des Landes aufgelöst.

### Außenministerium (1831–1919)
Ein selbstständiges sächsisches Außenministerium existierte ab 1831. Im Jahre 1919 ging es organisatorisch in der Staatskanzlei auf. Formal bestand das Ministerium zunächst aber noch weiter und war für den Kontakt mit außersächsischen Regierungen innerhalb des Reiches und für den Reichsrat zuständig.

### Kriegsministerium (1831–1919)
Das Kriegsministerium existierte ab 1831 als eines der ersten Ministerien Sachsens. 1918 lautete der Name kurzzeitig Ministerium für Militärwesen. Nach 1919 ging die Kompetenz an das Reichswehrministerium.

### Ministerium des Königlichen Hauses (1831–1918)
Das Ministerium des königlichen Hauses war in der Verfassung nicht vorgesehen, sondern eine königliche Privateinrichtung.

### Wirtschafts- und Arbeitsministerium (1918–1952)
Nach der Gründung des Freistaats Sachsen 1918 wurde in der ersten Landesregierung unter Richard Lipinski erstmals ein Arbeits- und Sozialministerium errichtet. Es war konkret für "Arbeit und Wohlfahrt" zuständig. Ein Wirtschaftsministerium folgte 1919. Bis 1935 waren beide Ressorts eigenständig, erst unter Reichsstatthalter Martin Mutschmann wurde der Bereich "Arbeit" ins Wirtschaftsministerium eingegliedert. 1946, nach dem Zweiten Weltkrieg, wurde dies wieder rückgängig gemacht, und es entstanden das "Ministerium für Arbeit und Sozialfürsorge" und das "Ministerium für Wirtschaft und Wirtschaftsplanung". Letzteres erhielt bereits 1948 den neuen Namen "Ministerium für Industrie und Verkehr". 1950 wurden beide Ministerien wieder zum "Ministerium für Industrie, Arbeit und Aufbau" zusammengeführt. Bei der Auflösung des Landes Sachsen 1952 wurde auch dieses Ministerium aufgelöst.

### Landwirtschaftsministerium (1945–1952)
Das Landwirtschaftsministerium wurde 1945 als Ministerium für Landwirtschaft, Handel und Versorgung gegründet. Bereits 1946 wurden die Ressorts "Handel" und "Versorgung" in ein eigenes Ministerium ausgegliedert, und der Name zu "Ministerium für Land- und Forstwirtschaft" umbenannt. 1950 wurde der Name erneut zu "Ministerium für Landwirtschaft" geändert, bevor es 1952 im Zuge der Auflösung des Landes Sachsen aufgelöst wurde.

### Handels- und Versorgungsministerium (1946–1952)
Das Ministerium für Handel und Versorgung wurde 1946 aus dem Ministerium für Landwirtschaft, Handel und Versorgung ausgegliedert. 1950 wurde der Name zu "Ministerium für Versorgung" geändert, bevor es 1952 im Zuge der Auflösung des Landes Sachsen aufgelöst wurde.

### Gesundheitsministerium (1950–1952)
Das Gesundheitsministerium wurde 1950 ins Leben gerufen. Bereits zwei Jahre später wurde es im Zuge der Auflösung des Landes Sachsen bereits wieder aufgelöst.